# Гумка для волосся

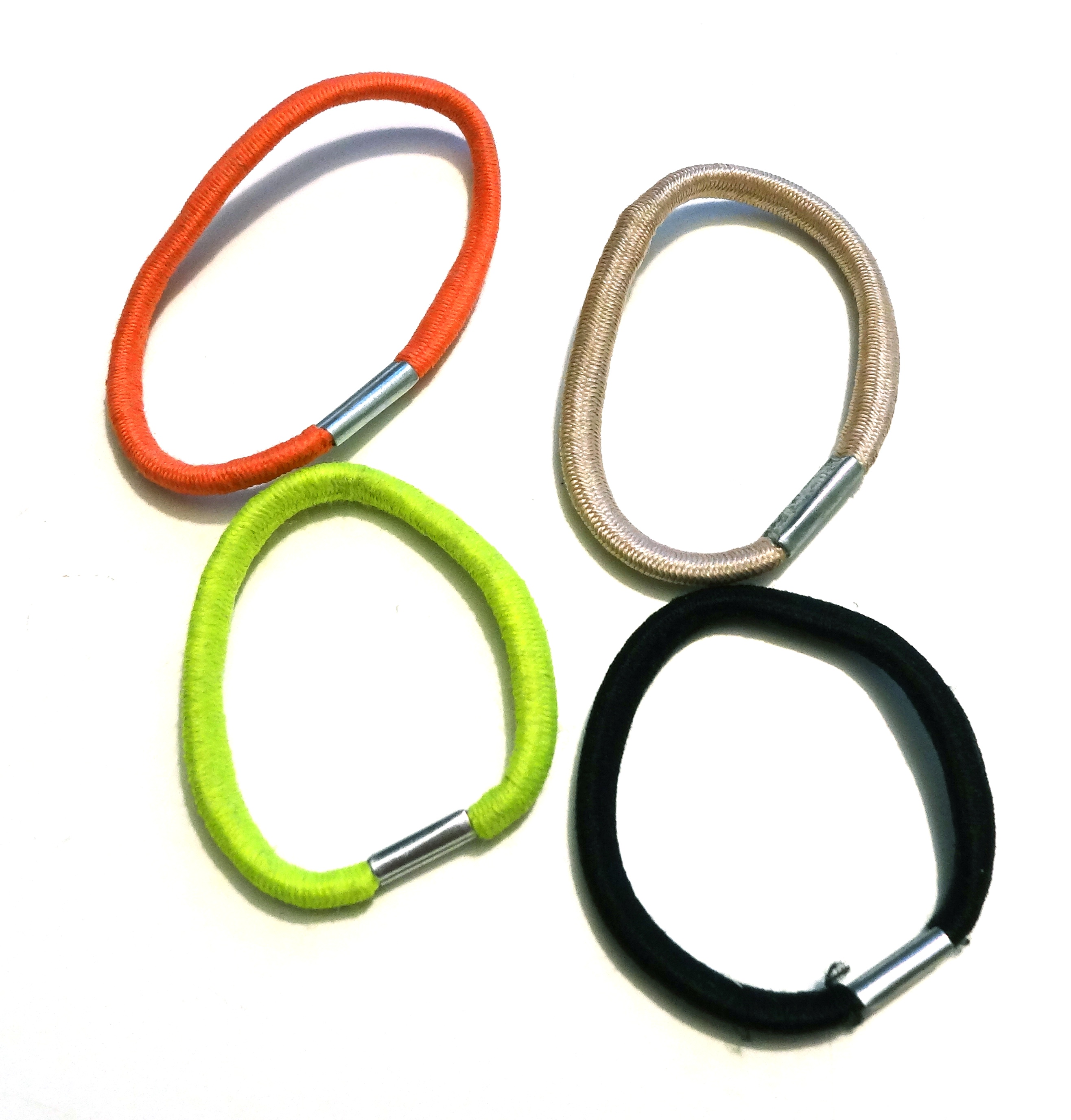
Гумки для волосся в різних кольорах

Гумка для волосся (або резинка для волосся) — еластична гумка округлої форми, призначена для збирання волосся та створення зачіски.

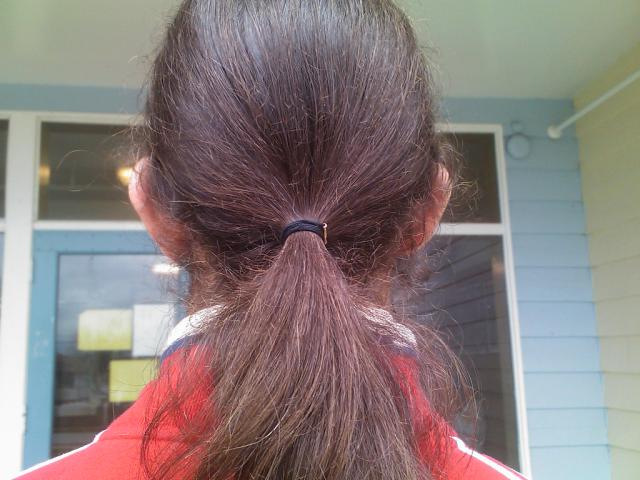
Волосся зібране в хвостик та закріплене чорною гумкою для волосся

## Історія
Гумка для волосся відома протягом тривалого періоду історії людства. Спочатку виріб призначався для того, щоб запобігти попаданню волосся в очі або прилади під час домашньої роботи, але згодом аксесуар став використовуватись здебільшого для створення зачісок, таких як: кінський хвіст, коса і т. д. Гумки для волосся, ймовірно, використовувалися тисячі років.
У 18-му столітті серед чоловіків було модно збирати волосся в хвіст, і навіть після попиту на коротші стрижки, що виник на початку 1800-х років, традиція зв'язувати волосся разом з допомогою ремінців чи невеликих «сумочок» зберігалася у середовищі європейських військовослужбовців протягом майже століття. У 18 столітті перуки використовували «чергу» або «хвіст», що складався зі шкіряного ремінця або маленького мішечка.
У 1980-х гумки для волосся набули поширення завдяки знаменитій поп-співачці Мадонні.
У 2018 році до виробу пожвавився інтерес, він став популярним серед знаменитостей.